# ザイドゥ・ユスフ
ザイドゥ・ユスフ（Zaydou Youssouf, 1999年7月11日 - ）は、フランスのサッカー選手。ポジションはMF。FCファマリカン所属。

## 経歴
2016年11月30日のSCバスティア戦でプロデビュー。2018年夏にはラ・リーガのバレンシアCFのほか、ブンデスリーガのクラブが関心を示していた。
2019年7月5日、ASサンテティエンヌに移籍した。
2022年8月4日、FCファマリカンに4年契約で移籍した。

## 人物
フランス出身だがコモロ連合の血を引いている。